# كوري (بنسلفانيا)
كوري (بالإنجليزية: Corry, Pennsylvania)‏ هي مدينة تقع في مقاطعة إيري (بنسلفانيا) بولاية بنسلفانيا في الولايات المتحدة. تبلغ مساحة هذه المدينة 16 (كم²)، بلغ عدد سكانها 6605 نسمة في عام 2010 حسب إحصاء مكتب تعداد الولايات المتحدة.

## الموقع الجغرافي
الموقع الجغرافي للمناطق المحيطة بهذه النقطة هو كالتالي:

## أعلام
- ريان بويل
- جيمس الكسندر روبرتسون
- نورمان نيوتن
- فرد مارش

## وصلات خارجية
- The US50 - Cities and Towns in Pennsylvania State

قالب:مقاطعة إيري (بنسلفانيا)